# Rye Mølle Sø
Rye Mølle Sø ist ein knapp zwei Kilometer langer Stausee in Dänemark, unmittelbar westlich am Südende der Stadt Ry in der Skanderborg Kommune. Er wurde aufgestaut durch den Fluss Gudenå.

## Beschreibung
Bei der Halbinsel Holmen an der Einfahrt in das südliche Ende des Sees war im Mittelalter eine wichtige Furt für den Verkehr von Aarhus nach Gammel Rye, Kloster Øm und weiter nach Westjütland (dän.: Vestjylland).
Die westliche Seite des Sees ist bewaldet, während in der Nähe der Stadt, bei der östlichen Breite ein Campingplatz auf der Halbinsel Holmen eingerichtet ist. Nördlich der Halbinsel fließt der Vessø über die den Bach Skærså in den Rye Mølle Sø.
Nahe am See liegt ein Sklerose-Krankenhaus, das früher ein Tuberkulose-Krankenhaus war. Über den Damm bei der Rye Mølle, wo das Wasser 1,5 Meter tief fällt und die Wassermühle antreibt, verläuft die Landstraße 445 von Skanderborg nach Rodelund, mit der Verbindung sowohl nach Silkeborg als auch nach Horsens.